# Dominic Cummings
Dominic Mckenzie Cummings (Durham, 25 novembre 1971) è un politico britannico, architetto della Brexit e consulente senior del primo ministro Boris Johnson dal 24 luglio 2019 al 13 novembre 2020..

## Biografia
Cummings è nato a Durham nel novembre 1971. Suo padre, Robert, ha avuto una carriera variegata, soprattutto come project manager di una piattaforma petrolifera per Laing, un'impresa di costruzioni, mentre sua madre Morag era un'insegnante. Suo zio era Sir John Laws, un ex Lord Justice of Appeal. 
Dopo aver frequentato la scuola elementare statale, ha studiato in una scuola privata, la Durham School, quindi all'Exeter College dell'Università di Oxford, laureandosi nel 1994 con un First in Ancient and Modern History. Uno dei suoi ex tutori lo ha descritto al New Statesman come "pieno di idee, su qualunque cosa non si lasciava convincere da nessun sistema di opinioni di senso comune". Era "qualcosa come un Robespierre, qualcuno determinato a far cadere le cose che non funzionano".
Dopo l'università e dopo aver anche lavorato a Klute, un nightclub di Durham di proprietà di suo zio, Cummings si è trasferito in Russia, lavorando per un gruppo che cercava di creare una compagnia aerea che collegasse Samara, nel sud della Russia, a Vienna, in Austria, un'iniziativa definita "spettacolarmente infruttuosa" da George Parker del Financial Times. In seguito è tornato nel Regno Unito. 

### Carriera politica
Dal 2007 al 2014 è stato Consigliere speciale di Michael Gove, compreso il periodo in cui Gove è stato Segretario di Stato per l'Istruzione, prima di essere licenziato dal Primo Ministro David Cameron. Dal 2015 al 2016, Cummings è stato stratega e direttore della campagna elettorale a favore della Brexit, in vista del referendum sulla permanenza del Regno Unito nell'Unione europea. Nel 2019 la sua figura è protagonista del film TV Brexit: The Uncivil War, andato in onda su Channel 4 nel Regno Unito e su HBO negli Stati Uniti, in cui il suo personaggio viene interpretato da Benedict Cumberbatch.
Nel maggio 2020, durante il lockdown imposto durante la pandemia di COVID-19 nel Regno Unito, sono state richieste le sue dimissioni dopo che alcuni quotidiani britannici avevano rivelato di viaggi da lui compiuti mentre era soggetto a misure di quarantena, da lui violate per recarsi a 500 chilometri di distanza, presso la tenuta dei suoi genitori a Durham, dove in marzo, nel pieno del lockdown, aveva già trasferito la moglie e il figlio. Il primo ministro Boris Johnson ha difeso Cummings affermando che ha agito "responsabilmente, legalmente e con integrità". Il 26 maggio 2020 il sottosegretario per la Scozia, Douglas Ross, si è dimesso in segno di protesta contro le mancate dimissioni. Cummings si è poi dimesso il 13 novembre 2020.

## Vita privata
Nel dicembre 2011 Cummings ha sposato Mary Wakefield, giornalista, sorella del suo amico Jack Wakefield, ex direttore della Firtash Foundation. Mary Wakefield ha lavorato al settimanale The Spectator per anni, da quando Boris Johnson è stato direttore. È la figlia di Sir Humphry Wakefield, II Baronetto, del Castello di Chillingham nel Northumberland. Sua madre è Katherine Wakefield, nata Baring, figlia maggiore di Evelyn Baring, I barone Howick di Glendale. Nel 2016 i due hanno avuto un figlio, Alexander Cedd (dal nome di un santo anglosassone).
Cummings è un ammiratore di Otto von Bismarck, Richard Feynman, Sun Tzu e del pilota di caccia e stratega militare statunitense John Boyd. Il giornalista Owen Bennett ha scritto che Cummings "è un russofilo, parla russo ed è appassionatamente interessato a Dostoevskij", mentre Patrick Wintour su The Guardian ha riferito che "Anna Karenina, la matematica e Bismarck sono le sue tre ossessioni".